# Avenant
Dans le domaine juridique et des contrats, un avenant est un acte juridique qui se traduit par la rédaction d'une clause additionnelle, ou d'une convention additionnelle permettant d'apporter une ou plusieurs modifications — dans certaines conditions, et avec accord des parties liées par un contrat — à un contrat antérieurement conclu et toujours en cours. Un avenant peut être conditionnel, lié à une circonstance particulière.

## Contenu
Un avenant convenablement formulé, pour éviter d'éventuelles difficultés d'interprétation doit :
- préciser les points sur lesquels l’accord initial est modifié (ex : personnes ou lieux concernés, prix, durée, objectif, etc.) ;
- préciser ou rappeler les éléments du contrat initial restant inchangés, c'est-à-dire non explicitement visés ou modifiés par l'avenant ;
- ne pas être ambigu et ne pas affecter la cohérence des dispositions des deux documents

Il est fréquent qu'un contrat stipule qu'un avenant à ce dernier ne pourra produire effet qu'une fois que l'accord écrit sera signé par les parties.

## Droit québécois
L'article 2405 du Code civil du Québec régit les avenants aux polices d'assurance. 

« En matière d’assurance terrestre, les modifications que les parties apportent au contrat sont constatées par un avenant à la police.
Toutefois, l’avenant constatant une réduction des engagements de l’assureur ou un accroissement des obligations de l’assuré autre que l’augmentation de la prime, n’a d’effet que si le titulaire de la police consent, par écrit, à cette modification.
Lorsqu’une telle modification est faite à l’occasion du renouvellement du contrat, l’assureur doit l’indiquer clairement à l’assuré dans un document distinct de l’avenant qui la constate. La modification est présumée acceptée par l’assuré 30 jours après la réception du document. »